# Каменное (Курганская область)
Каменное — село в Шумихинском районе Курганской области России. Административный центр Каменского сельсовета.

## География
Село находится на западе Курганской области, в лесостепной зоне, на берегах реки Каменки, при автодороге Р254, на расстоянии примерно 2 километров (по прямой) к северо-западу от Шумихи, административного центра района. Абсолютная высота — 128 метров над уровнем моря.
Климат
Климат характеризуется как континентальный с холодной малоснежной зимой и коротким тёплым летом. Средняя температура воздуха самого тёплого месяца (июля) составляет 18,5 °C (абсолютный максимум — 39 °C); самого холодного (января) — −16,8 °C (абсолютный минимум — −48 °C). Среднегодовое количество атмосферных осадков составляет 429 мм, из которых 323 мм выпадает в тёплый период.
Часовой пояс
Село Каменное, как и вся Курганская область, находится в часовой зоне МСК+2. Смещение применяемого времени относительно UTC составляет +5:00.

## История
До 1917 года центр Каменной волости Челябинского уезда Оренбургской губернии. По данным на 1926 год состояло из 341 хозяйства. В административном отношении являлось центром Каменного сельсовета Шумихинского района Челябинского округа Уральской области.

## Население
| 1989 | 2002 | 2010 |
| ---- | ---- | ---- |
| 528  | ↗550 | ↘473 |

По данным переписи 1926 года в селе проживало 1587 человек (707 мужчин и 880 женщин), в том числе: русские составляли 100 % населения.
Гендерный состав
По данным Всероссийской переписи населения 2010 года в гендерной структуре населения мужчины составляли 46,5 %, женщины — соответственно 53,5 %.
Национальный состав
Согласно результатам Всероссийской переписи населения 2002 года, в национальной структуре населения русские составляли 93 % из 550 чел.